# Funk psichedelico
Il funk psichedelico (dall'inglese psychedelic funk) o funkadelia è uno stile musicale che fonde funk e rock psichedelico.

## Storia

### Origini
Il funk psichedelico risale alla fine degli anni sessanta e contava fra i suoi pionieri gruppi afroamericani funk che risentirono fortemente l'influenza della cultura della droga e della psichedelia di Jimi Hendrix, fra cui gli Sly & the Family Stone, che incorporarono elementi blues rock e jazz più arrangiamenti tipici della musica psichedelica fra cui pedali wah wah, distorsori overdrive e camere dell'eco, e il collettivo Parliament/Funkadelic di George Clinton, che realizzavano jams acid rock adoperando anche sintetizzatori. Lo stile di Clinton, che venne battezzato P-Funk, fu anche il primo a spostare il funk dalla forma canzone al groove e alle texture. Secondo il teorico Kodwo Eshun, a differenza degli artisti psichedelici che lo precedettero, Clinton si sarebbe focalizzato principalmente sugli elementi "abietti" della psichedelia e, a partire dalla metà degli anni settanta, avrebbe flirtato con tematiche fantascientifiche e spaziali come l'afrofuturismo.

### Diffusione
Sul finire degli anni sessanta, il produttore discografico Norman Whitfield si lasciò influenzare dal funk psichedelico come confermano alcune registrazioni a cui prese parte fra cui Cloud Nine (1968) dei Temptations e I Heard It Through the Grapevine (1968) di Marvin Gaye.
A partire dagli anni settanta, artisti come Miles Davis ed Herbie Hancock sperimentarono una fusione di jazz e funk psichedelico; altri artisti emersi nello stesso periodo che iniziarono a ispirarsi al funk "acido" contavano Prince e i Talking Heads che, a partire dalla seconda metà degli anni settanta, incisero tre album apprezzatissimi dalla critica e ispirati al funk di George Clinton More Songs About Buildings and Food, 1978; Fear of Music, 1979; Remain in Light, 1980).
Durante gli anni novanta, il funk psichedelico permise gli sviluppi di una branca della scena West Coast hip hop nota come G-funk, che contava fra i suoi maggiori esponenti Warren G, Dr. Dre e Snoop Dogg. Un altro noto gruppo hip-hop che si lasciò ispirare al funk psichedelico di Sly Stone e Clinton fu quello degli Outkast.
A partire dal nuovo millennio, la World Psychedelic Funk Classics pubblica antologie specializzate in funk psichedelico.